# 澳洲國家檔案館
澳洲國家檔案館（英語：Australian Archives），是澳大利亞最大的政府檔案館，創立於1961年，主館位於澳洲首都特區坎培拉，在澳洲聯邦境內的各州首府和領地皆設有分館。
澳洲國家檔案致力於保存有價值的澳洲政府檔案，並且使它們在現在及未來均能對大眾提供應用。澳洲國家檔案館提供在國際與澳洲境內檔案管理的領導地位。

## 館藏定位
澳洲國家檔案館的角色如下：
1. 協助澳洲政府產生並管理它們的檔案。
2. 甄選澳洲政府所產生的最有價值檔案，以形成國家檔案收藏品的一部份。
3. 儲存、描述、以及保存國家檔案收藏品。
4. 使超過30年的國家檔案收藏品針對大眾開放應用。

## 外部連結
- 澳洲國家檔案館 http://www.naa.gov.au/ （页面存档备份，存于）